# Spreepark
Spreepark fue un parque de atracciones al norte de Plänterwald, Berlín, en el distrito de Treptow-Köpenick (antes parte de la RDA Berlín Este). Fue conocido también bajo su nombre anterior, "Kulturpark-Plänterwald".

## Historia

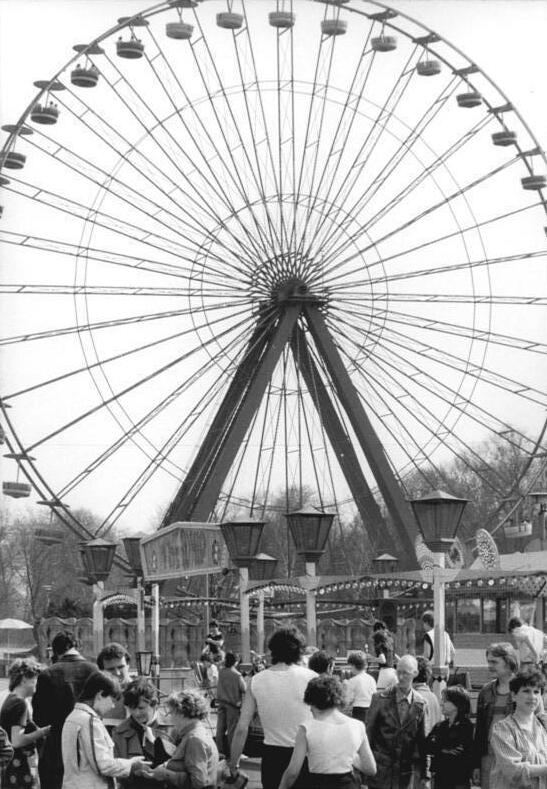
La noria en 1985

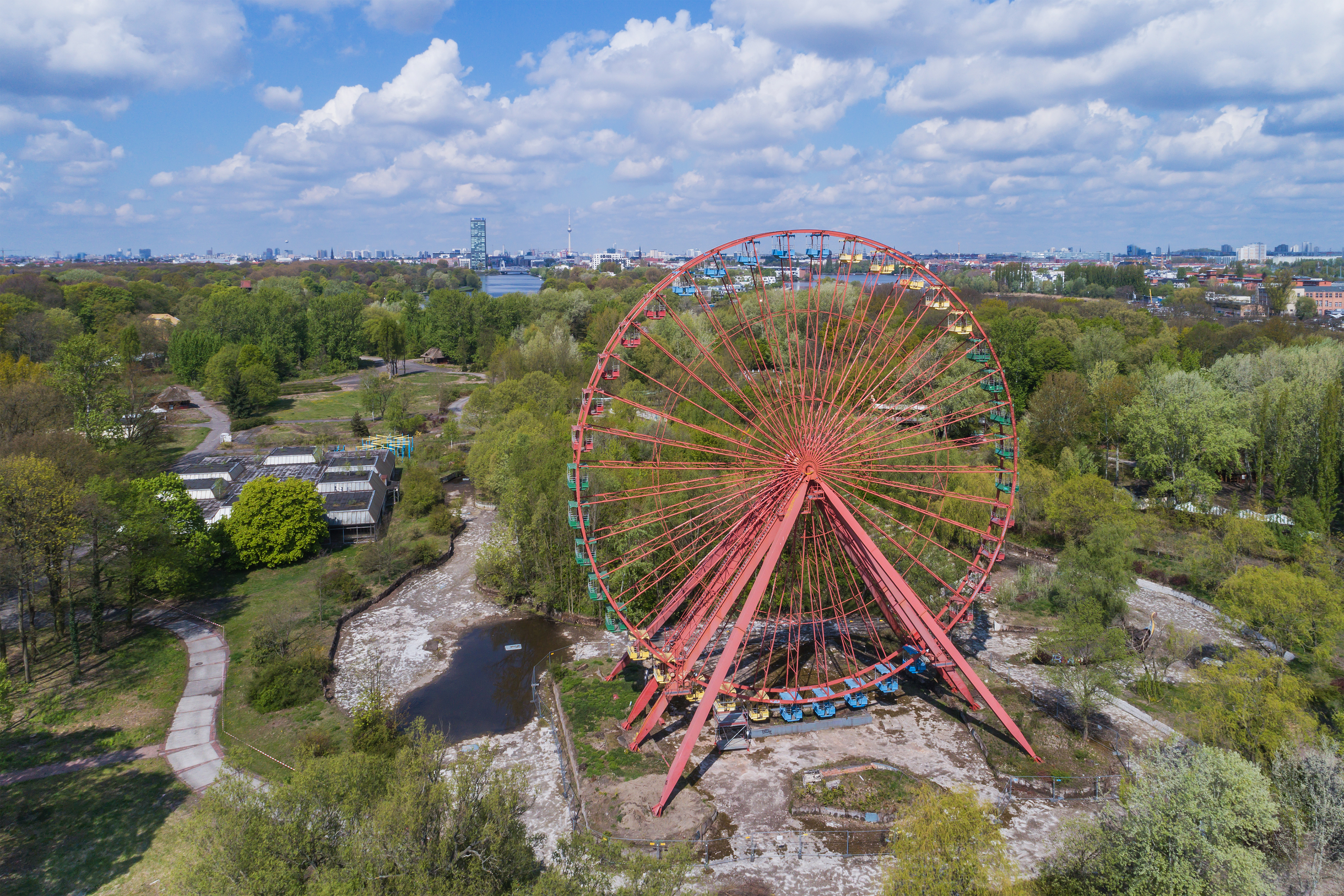
La noria en 2017

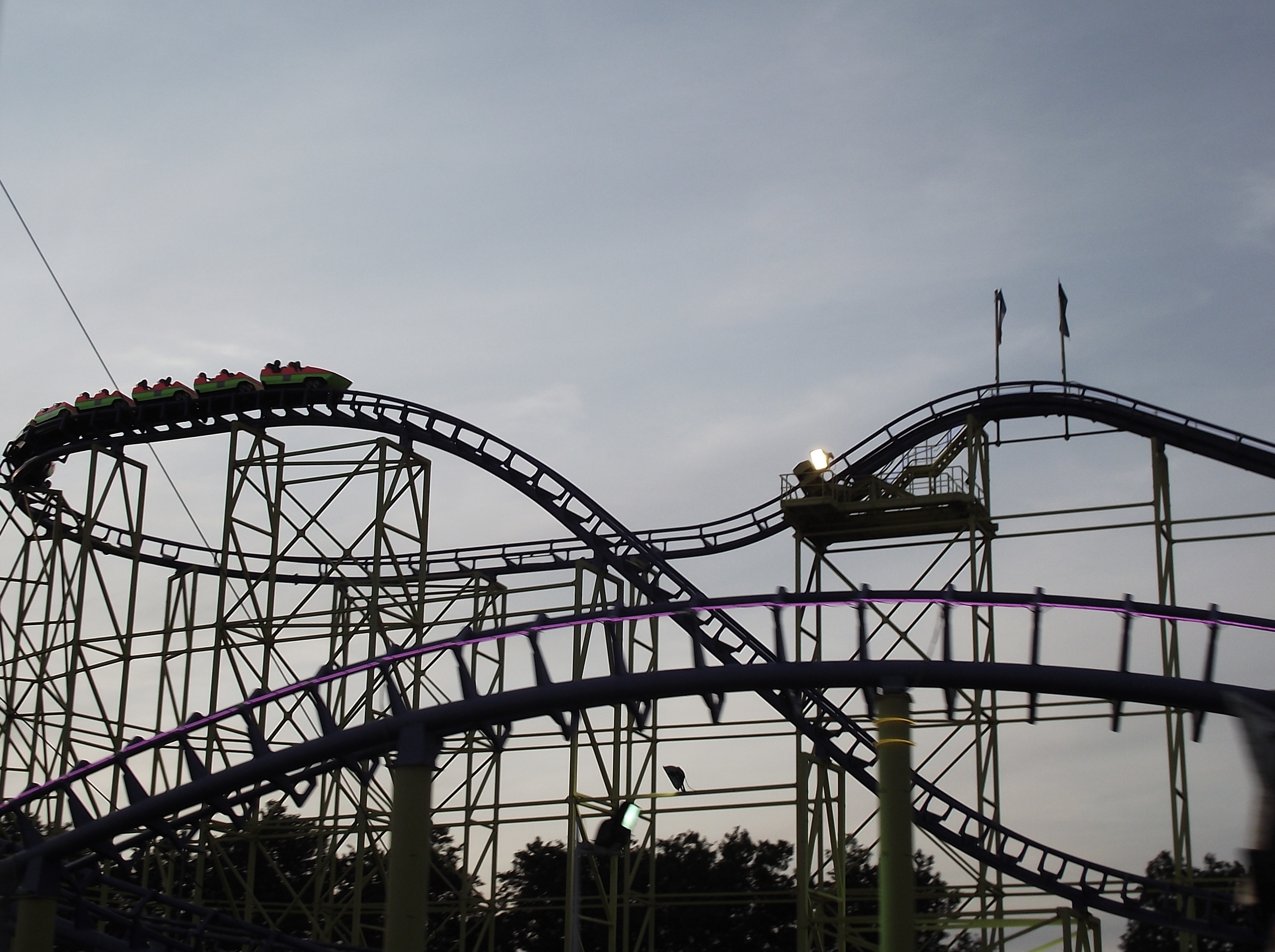
Mega Looping Bahn en Europark

### Plänterwald-Kulturpark (1969 - 1989)
El parque de atracciones fue inaugurado en 1969 como Kulturpark-Plänterwald, con una superficie de 29,5 hectáreas. La zona está situada en el norte de sector conocido como Plänterwald, al lado del río Spree. Fue el único parque de atracciones permanente en el RDA, y el único parque de este tipo en el este de Berlín.

### Berlín Spreepark (1989 - 2001)
Con la caída del muro de Berlín y la reunificación alemana, se quiso dar el parque en concesión a alguna empresa para que lo administrara y realizase las adecuaciones necesarias. Se realizó un concurso público para saber quien se quedaría con el parque, y se presentaron siete candidatos. La compañía Spreepark Berlín GmbH de Nobert Witte recibió el contrato. Lo cierto es que las referencias de Norbert Witte no se verificaron correctamente.
Bajo la dirección en el parque por parte de la Spreepark GmbH, se instalaron nuevas atracciones y gracias a esto, el número de visitantes creció al punto que el parque recaudaba 1,5 millones de euros anuales. Más tarde el concepto cambió. El parque se transformó poco a poco en un parque de atracciones al estilo occidental, el precio que hasta ese momento era por atracción, cambia a una entrada fija (29 DM para los adultos, 27 para los niños).
Con la construcción de nuevas atracciones, desde 1999, el parque tuvo que hacer frente a grandes deudas, por lo que se tuvo que aumentar el valor de la entrada. El aumento en el precio de la entrada y la falta de espacio de estacionamiento para los coches de los visitantes, contribuyó a una caída en el número de visitantes (solo 400.000 en 2001), lo cual hizo que Spreepark GmbH entrara en quiebra y cerrara.

### Después de 2002
El 18 de enero de 2002, Norbert Witte, junto con su familia y sus más cercanos compañeros de trabajo se trasladaron a Lima, Perú y con ellos se enviaron seis atracciones (Fliegender Teppich, Butterfly, Spider, Baby-Flug, Wild River y Jet Star) en 20 contenedores; habiendo sido autorizados por el gobierno local, que creían que estaban siendo enviadas para su reparación. Desde el año 2002 el parque no ha sido reabierto para los visitantes y en agosto de 2002 el parque fue declarado totalmente insolvente, las deudas estaban a un nivel de 11 millones de euros, el área del parque había caído en abandono total, siendo las atracciones destruidas por los vándalos que quedaron en pie con grafitis y robos de algunas de sus piezas.
La noria del parque aún sigue en pie, pero no ha funcionado para los visitantes desde el cierre del parque, aunque hay videos que muestran que la noria aun funciona. Del mismo modo, los restos de otros lugares de interés se pueden encontrar en el sitio. Una escena de la película de acción de 2011 Hanna fue filmada en el parque.
Norbert Witte llevó las atracciones a Lima, para crear un parque y no para reparaciones como se creía, el parque se denominó "Lunapark", el cual fue un fracaso. El 19 de mayo de 2004 fue condenado a siete años de cárcel por intentar pasar de contrabando 180 kg de cocaína, con un valor de 14 millones de libras esterlinas, de Perú a Alemania en los mástiles de la atracción Fliegender Teppich ("alfombra voladora"). En octubre de 2006, un tribunal peruano condenó a Marcel Witte, hijo de Nobert Witte, a 20 años de cárcel por contrabando de drogas, al ser la persona que figuraba en los documentos de salida del país. Norbert Witte alcanzó a pagar una condena de 4 años, y fue dejado en libertad debido a su avanzada edad y situación financiera, su hijo Marcel aun paga su condena en una de las cárceles mas peligrosas de Sudamérica, y saldrá libre hasta 2026. Norbert y su esposa ya no están casados.
En 2008, se detuvo finalmente el procedimiento de insolvencia, y la finca fue puesta en libertad por un administrador, ya que solo causaba gastos. Dado que no había nuevo inversor a la vista, la finca fue devuelta a la esposa de Norbert Witte. Ella es la contratista oficial, ya que Witte es incapaz debido a sus antecedentes penales, para este año se inician los recorridos históricos por parte una iniciativa popular.

### 2010 - Bar 25
En 2010, y con la finalización del contrato de alquiler por parte del bar 25 en Mitte, estos deben buscar una nueva localización y se planteaban comprar el parque de atracciones pero el nuevo dueño la "BSR" pide demasiado dinero, estas conversaciones se retoman a finales de 2010 con la posible apertura en 2011 del Bar 25 en Spreepark.
Poco tiempo después se supo que el bar alemán 25 no alquilara el sitio donde estaba el parque, puesto que este mismo ya adquirió un nuevo lugar dentro del centro de la ciudad de Berlín.

### 2011 - Re apertura del parque
El 28 de mayo de 2011 se divulga la noticia que el parque abría sus puertas de nuevo, su apertura no fue en totalidad, puesto que tan solo se puso a funcionar atracciones que habían quedado de años atrás y que aun funcionaban y se le añadieron al parque unas cuantas más, pero esta re apertura fue temporal puesto que el parque no es funcional todo el año, se abre solo por temporadas y eventos especiales, tales como el Luna Park, en este año los recorridos históricos son cancelados, puesto que se empezaría a buscar quien se quedase con el nuevo contrato de arrendamiento del área.

### 2013 - 2016 El Parque actualmente
Recientemente el parque ha sufrido unas serie de movimientos, en julio de 2013, la oficina de finanzas de Treptow organizó una subasta del contrato de arrendamiento para pagar las deudas de impuestos de bienes raíces. La puja más alta para hacerse cargo del contrato nunca llegó a acercarse a los 30 millones de euros la deuda de Spreepark GmbH. Dos compradores potenciales lucharon con uñas y dientes, la privada SPV (Spreeplan Verkehr GmbH) y el Liegenschaftsfonds Berlín, que gestiona la propiedad territorial del estado federal.
La oferta más alta alcanzó los 2,5 millones de euros, cuando la oficina de finanzas a cargo inesperadamente canceló la subasta. 
En marzo de 2014, Liegenschaftsfonds compró el contrato de arrendamiento de los activos de insolvencia, pagó dos millones a Spreepark GmbH y un millón a la oficina de finanzas. De esta manera, el Liegenschaftsfonds, propietario de la finca, se hizo con el control de la zona hasta 2061, cabe resaltar que el contrato dice que la zona solo debe ser usada exclusivamente para un parque temático, la nueva propietaria apuesta por un pequeño parque temático, en sintonía con el medio ambiente, para las familias, con juegos infantiles y zoológico, con no más de 500.000 visitantes al año. También hay quienes también han sugerido el restaurar la zona.
el parque ya no continua haciendo sus recorridos turísticos e históricos que hacia en el pasado, el parque también fue víctima de un incendio el 11 de agosto de 2014 donde el fuego se desató en varios puntos a la vez y destruyó completamente unos 5.000 metros cuadrados de superficie. Unos cien miembros del cuerpo de bomberos trabajaron durante horas para extinguir las llamas, que dejaron además reducidos a cenizas escenarios y platós cinematográficos asimismo instalados en el recinto, para sofocar las llamas tuvo que recurrirse a extintores industriales localizados a 1,5 kilómetro de distancia, ya que en el propio recinto no había aparatos preparados para ese efecto. Asimismo se utilizaron botes de los bomberos para utilizar agua directamente bombeada desde el Spree.
Hoy el parque se ha convertido en un nuevo espacio público del barrio de Treptow, a orillas del río Spree, tras declararse en quiebra su propietario el grupo BSR.